# Rättighetsetik
Rättighetsetik är en deontologisk etiklära. Till dessa räknas den eftersom den egentligen innebär att vi har plikter, men dessa är inte primära utan härledda från våra rättigheter, som är den grundläggande byggstenen i denna typ av morallära. 
Alla människor har rättigheter, och man har därmed en plikt att handla så att man inte kränker de egna eller andras rättigheter. Exakt vilka rättigheter det handlar om beror på vilken inriktning ens rättighetsetiska system har. I en känd text ("A Defense of Abortion") från 1971 förklarar Judith Jarvis Thomson det etiskt försvarbara i att kvinnor själva får bestämma över om de vill göra abort utifrån ett rättighetsetiskt resonemang. 
Rättighetsetiken har annars i modern tid mest förespråkats av filosofen Robert Nozick i en starkt libertariansk eller nyliberal form. Nozick ger i sin rättighetsetik stark vikt åt äganderätt, och drar utifrån detta slutsatsen att det alltid är moraliskt fel med skatt, som han ser som stöld eller slaveri.